# Нижнечуйское
Нижнечуйское (кирг. Төмөнкү Чүй) — село в Сокулукском районе Чуйской области Кыргызстана. Административный центр Нижнечуйского аильного округа. Код СОАТЕ — 41708 222 846 01 0.

## География
Село расположено в северной части области, на левом берегу реки Чу, вблизи государственной границы с Казахстаном. Абсолютная высота — 560 метров над уровнем моря.

## Население
| Год     | 2009 | 2014 | 2015 |
| ------- | ---- | ---- | ---- |
| человек | 2244 | 2419 | 2420 |